# 東芝加哥 (印地安納州)
東芝加哥（英語：East Chicago）是一個位於美國印地安納州萊克縣的城市。

## 人口
根據2010年美國人口普查的數據，東芝加哥的面積為41.85平方千米，當中陸地面積為36.50平方千米，而水域面積為5.35平方千米。當地共有人口29698人，而人口密度為每平方千米709.63人。